# Geniol con Coca
Geniol con Coca fue una banda de rock argentino y under creada en la década de 1980.

## Historia
El grupo era liderado por el músico, actor, cantante y mimo Geniol, conocido entre otras cosas por participar como mimo en la presentación del disco de la legendaria banda Sumo titulado After Chabón en el Estadio Obras Sanitarias, ante más de 4.000 personas. Contaba además con destacados músicos de la nueva era del rock argentino en los '80, como la cantante Sissi Hansen y el guitarrista de Los Violadores Stuka. La banda terminó su existencia con la incorporación de Geniol dentro de la banda Sumo a pedido de su amigo Luca Prodan.

## Actualidad
Su principal miembro, Geniol, se encuentra dedicado a la investigación electroácustica, y es considerado un pionero del estilo que incorpora la melodía con un contraste de poesía urbana. Ha desarrollado también la "Ópera bufa", en la que investiga en profundidad la relación entre la música popular, y las necesidades humanas de libertad política. Actualmente es integrante de la Asociación Argentina de Luthiers, siendo investigador de instrumentos musicales con material de reciclaje.
- Datos: Q5877122